# La Boîte à souvenirs
La Boîte à souvenirs est une présentation spéciale diffusée sur la chaîne ARTV diffusée originellement à compter du 24 décembre 2007 et durant 17 semaines, du lundi au vendredi, qui a permis de revoir plusieurs classiques des émissions jeunesse de Société Radio-Canada : Bobino (sans les dessins animés), Bidule de Tarmacadam, La Boîte à Surprise, Fanfreluche, Grujot et Délicat, Le Major Plum-Pouding, Marie Quat'Poches, Picolo, Picotine, Le Pirate Maboule, La Ribouldingue et Sol et Gobelet.
ARTV a également présenté des témoignages d’artistes ayant marqués ces émissions jeunesse (Paul Buissonneau, Élizabeth Chouvalidzé, Edgar Fruitier, Benoît Girard, André Montmorency, Linda Wilscam, Kim Yaroshevskaya).
Durant, la diffusion initiale de La Boîte à Souvenirs, les téléspectateurs de Bobino reconnaissant leur dessin étaient invités par Christine Lamer à contacter ARTV afin de participer, le 3 mai 2008, à une célébration à la Maison de la Société Radio-Canada à Montréal : Les Retrouvailles de Bobinette.  La Boîte à Souvenirs fut rediffusée durant 2008 et 2009.

## Section DVD
La Boîte à souvenirs : Volume 1, Classique jeunesse de Radio-Canada, 2008
Disque 1
La boîte à surprise :
- Fanfreluche : Des souliers neufs pour Fanfreluche suivi de Père Noé
- Sol et Biscuit : Les nouvelles suivi de Michel le magicien
- Grujot et Délicat : Le silence et le bruit suivi de Histoire du petit tambour
- Le pirate Maboule : Vite les suçons suivi de Mademoiselle

Marie Quat'Poches : La dinde farcie
Picolo : Le vin de cerises
Disque 2
Les carnets du Major Plum-Pouding : Les talents de l'étalon et La formule secrète
Picotine : Un papillon pour Naimport Tequoi
La Ribouldingue : L'hypnotisme
Bobino : Le gâteau de Bobinette, La journée internationale de la musique, La machine volante (note: il y a eu une erreur dans le titre inscrit sur le coffret DVD. Il s'agit de l'épisode Ti-Jean Bonne Humeur.  Source: entretien avec Michel Cailloux.) et Les affiches de sport
Suppléments :
Capsules nostalgie : Paul Buissonneau, Edgar Fruitier, Benoît Girard, Kim Yaroshevskaya, Élizabeth Chouvalidzé, André Montmorency et Linda Wilscam